# Novaki Motovunski
Novaki Motovunski is een plaats in de gemeente Karojba in de Kroatische provincie Istrië. De plaats telt 398 inwoners (2001).